# Эсе, Тамаш
Тамаш Эсе (венг. Esze Tamás; 1666, Тарпа, совр. Венгрия — 27 мая 1708, лагерь куруцев в Нитре, совр. Словакия) — куруцский бригадир, один из венгерских крестьянских вождей. 
До приобщения к антигабсбургской тайной организации торговал солью. С конца 1702 года Тамаш Эсе один из организаторов антигабсбургского движения. Возглавил третью делегацию к Ференцу Ракоци в Бережаны, и Ракоци назначил его первым полковником организованной армии куруцев и вручил ему бережанскую прокламацию, призывающую к восстанию, и флаги. 14 июня 1703 года во главе группы повстанцев в составе около 3000 человек перешёл польско-венгерскую границу возле города Лавочне и начал поднимать крестьян на венгерских землях. 
```
«Те крепостные, которые верно служат с оружием в руках вашей милости, крепостными после этого уже не будут... ведь борьба идет против угнетателей бедного люда»
```

Принимал участие в осаде Калло, Сатмара, Токая (1703–1704), обороне Кашшы (1706), сражался в Словакии и в Трансильвании. Он всегда был уважаем Ференцем Ракоци, который 20 ноября 1703 года освободил его от крепостной зависимости, 18 апреля 1707 года произвел в бригадиры, а 24 марта 1708 года пожаловал ему и его семье дворянство.
Погиб при невыясненных обстоятельствах, пытаясь разнять драку между куруцами.

## Память
В Венгрии, в Будапеште в честь Томаша Эсе названа улица.
Венгерский художник Эндре Веспреми написал картину "Встреча Ракоци и Эсе Тамаша".